# Rio Maronne
O rio Maronne é um rio dos Cantal e Corrèze, no centro-sul da França. É afluente do rio Dordogne pela sua margem esquerda, confluindo neste entre Argentat e Monceaux-sur-Dordogne.
Nasce perto de Récusset, uma aldeia na comuna de Saint-Paul-de-Salers. Corre em geral para oeste.
Ao longo do seu percurso atravessa os seguintes departamentos e comunas:
- Departamento de Cantal: Saint-Paul-de-Salers, Fontanges, Saint-Martin-Valmeroux, Sainte-Eulalie, Besse, Pleaux, Saint-Martin-Cantalès, Arnac,
- Departamento de Corrèze: Saint-Julien-aux-Bois
- Cantal (de novo): Cros-de-Montvert
- Corrèze (de novo): Saint-Cirgues-la-Loutre
- Cantal (de novo): Rouffiac
- Corrèze (de novo): Saint-Geniez-ô-Merle, Goulles, Saint-Bonnet-les-Tours-de-Merle, Sexcles, Hautefage, Mercœur, La Chapelle-Saint-Géraud, Argentat e Monceaux-sur-Dordogne